# Селога (посадник)
Селога (Солога, Шелога, Шолога) (ум. 7 сентября 1337 г.) — псковский посадник в 1327—1337 гг.

## Посадничество
Селога фиксируется в псковских летописях уже находясь в посадниках. Первым известием о его деятельности на посту посадника являются события 1327 г. Князь тверской Александр Михайлович, после того, как сжег татарского князя Шевкала, был вынужден покинуть Тверь, приехал в Псков и был посажен там на княжение. За отказ его ехать в орду на суд, митрополит Феогност, по совету Ивана Калиты, проклял Александра и весь Псков, а сам Иван Данилович с большими силами приближался к Пскову, чтобы принудить псковитян к выдаче Александра. Тогда последний, не желая вовлекать псковитян в междоусобную войну, покинул Псков, после чего были посланы псковские послы к князю Ивану Калите.
Среди послов указывается и посадник Селога. Иван Калита с псковичами утвердил мир, а митрополит Феогност и владыка Моисей благословили Селогу и весь Псков. Однако, спустя полтора года князь Александр вернулся в Псков и был принят псковичами на княжение.
В 1330 г. посадник Селога вместе с псковичами и изборянами построили город Избореск на Жеравьей горе. В этом же году они построили городские каменные стены и вырыли рвы под городом.
В 1337 г. Селога вместе с псковичами занимался починкой перси у детинца Пскова. Тогда же на Троицу был проложен просторный путь к городу. Вскоре, как отмечается в летописях, посадник Селога умирает (7 сентября 1337 г.).